# Ellwood Godfrey
Ellwood Watson Godfrey (né le 17 juillet 1910 à Ambler (Pennsylvanie) et mort le 10 juin 1990 à Vero Beach) était un joueur de hockey sur gazon américain qui a disputé les jeux olympiques d'été de 1936.